# Astrònom Reial d'Escòcia
Astrònom Reial d'Escòcia va ser el títol del director del Real Observatori d'Edimburg, però des del 1995 ha estat simplement un títol honorari. No s'ha de confondre amb l'Astrònom Real o Astrònom Reial d'Irlanda.
Llista completa dels astrònoms Reial d'Escòcia:
- Henderson Thomas[1] | | 1834 - 1844
- Professor Charles Piazzi Smyth, 1846 - 1888
- Ralph Copeland, 1889 - 1905
- Frank Watson Dyson, 1905 - 1910
- Ralph Allen Sampson, 1910 - 1937
- Professor William Herbert llardons Michael, 1938 - 1955
- Professor Hermann Alexander Brück, 1957 - 1975
- Professor Vicente Cartledge vermelloses, 1975 - 1980
- Professor Malcolm Sim Longer, 1980 - 1990
- Vacant, 1991 - 1995
- Professor John Campbell Brown, 1995 --